# Alan McDonald
Alan McDonald (Belfast, 12 oktober 1963 – Lisburn, 23 juni 2012) was een Noord-Iers voetballer en voetbalcoach.

## Clubcarrière
In het begin van de jaren 80 kwam McDonald als 17-jarige naar Engeland om bij Queens Park Rangers FC te voetballen. Pas in 1983 deed hij zijn eerste competitie-ervaring op toen hij op huurbasis uitkwam voor Charlton Athletic. Daarna keerde hij terug naar QPR en was hij jarenlang een vaste kracht in het team van de Londense club. Zo wist hij met de club in 1986 de finale van de League Cup te bereiken. In 1997 vertrok McDonald na jarenlange dienst voor de club en kwam hij één seizoen lang uit voor Swindon Town, wat uiteindelijk zijn laatste seizoen bleek te zijn als profvoetballer.

## Internationale carrière
In totaal speelde Alan McDonald 52 keer voor het Noord-Iers voetbalelftal, waarin hij in drie keer wist te scoren. Ook was hij met Noord-Ierland actief op het WK Voetbal 1986.

## Trainerscarrière
In 2007 werd Alan McDonald aangesteld van de Noord-Ierse club Glentoran FC waar hij ook als veldtrainer actief was geweest. Onder zijn leiding was de club in staat om in 2008 de Country Antrim Shield te winnen. Ook het seizoen daarop was hij als coach succesvol met het winnen van de IFA Premiership. In 2010 stapte hij op na tegenvallende resultaten. Sinds zijn ontslag bij Glentoran was McDonald niet meer actief geweest als trainer, ondanks dat zijn naam herhaaldelijk bij verschillende clubs viel.

## Overlijden
Op 23 juni 2012 zakte McDonald in elkaar en stierf hij op de golfvelden nabij Lisburn. McDonald werd slechts 48 jaar oud. Zijn dood schokte zijn voormalige werkgevers van de Ierse voetbalbond en Queens Park Rangers.

## Erelijst

### Als trainer
Glentoran FC
- Country Antrim Shield: 2007/08
- IFA Premiership: 2008/09